# Конкурс умений НБА
Конкурс умений НБА – соревнование по скорости мяча, точности броска и передачи. Входит в состав Звездного уикенда НБА. Проходит в субботу. Впервые прошел в 2003 году.

## Победители
|  |  |                                                                                                 |  |  |
|  |  | Стив Нэш (слева), Дуэйн Уэйд (в центре), и Дамьян Лиллард (справа) побеждали дважды в конкурсе. |  |  |

| Сезон   | Игрок                        | Команда                          | Время       |
| ------- | ---------------------------- | -------------------------------- | ----------- |
| 2002/03 | Джейсон Кидд                 | Нью-Джерси Нетс                  | 35.1 секунд |
| 2003/04 | Бэрон Дэвис                  | Нью-Орлеан Хорнетс               | 31.6 секунд |
| 2004/05 | Стив Нэш                     | Финикс Санз                      | 25.8 секунд |
| 2005/06 | Дуэйн Уэйд                   | Майами Хит                       | 26.1 секунд |
| 2006/07 | Дуэйн Уэйд (2)               | Майами Хит                       | 26.4 секунд |
| 2007/08 | Дерон Уильямс                | Юта Джаз                         | 25.5 секунд |
| 2008/09 | Деррик Роуз                  | Чикаго Буллз                     | 35.3 секунд |
| 2009/10 | Стив Нэш (2)                 | Финикс Санз                      | 29.9 секунд |
| 2010/11 | Стефен Карри                 | Голден Стэйт Уорриорз            | 28.2 секунд |
| 2011/12 | Тони Паркер                  | Сан-Антонио Спёрс                | 32.8 секунд |
| 2012/13 | Дамьян Лиллард               | Портленд Трэйл Блэйзерс          | 29.8 секунд |
| 2013/14 | Дамьян Лиллард (2) Трей Бёрк | Портленд Трэйл Блэйзерс Юта Джаз | 45.2 секунд |
| 2014/15 | Патрик Беверли               | Хьюстон Рокетс                   | —           |
| 2015/16 | Карл-Энтони Таунс            | Миннесота Тимбервулвз            | —           |
| 2016/17 | Кристапс Порзингис           | Нью-Йорк Никс                    | —           |
| 2017/18 | Спенсер Динвидди             | Бруклин Нетс                     | —           |
| 2018/19 | Джейсон Тейтум               | Бостон Селтикс                   | —           |
| 2019/20 | Эдрис Адебайо                | Майами Хит                       | —           |
| 2020/21 | Домантас Сабонис             | Индиана Пэйсерс                  | —           |

## Участники
| Сезон   | Участники |
| ------- | --- |
| 2002/03 | Джейсон Кидд, Стефон Марбери, Тони Паркер, Гэри Пэйтон                                                                        |
| 2003/04 | Эрл Бойкинс, Бэрон Дэвис, Дерек Фишер, Стефон Марбери (2)                                                                     |
| 2004/05 | Гилберт Аринас, Эрл Бойкинс (2), Стив Нэш, Люк Риднур                                                                         |
| 2005/06 | Леброн Джеймс, Стив Нэш (2), Крис Пол, Дуэйн Уэйд                                                                             |
| 2006/07 | Коби Брайант, Леброн Джеймс (2), Крис Пол (2), Дуэйн Уэйд (2)                                                                 |
| 2007/08 | Джейсон Кидд (2), Крис Пол (3), Дуэйн Уэйд (3), Дерон Уильямс                                                                 |
| 2008/09 | Девин Харрис, Тони Паркер (2), Деррик Роуз, Мо Уильямс                                                                        |
| 2009/10 | Брендон Дженнингс, Стив Нэш (3), Дерон Уильямс (2), Расселл Уэстбрук                                                          |
| 2010/11 | Стефен Карри, Крис Пол (4), Деррик Роуз (2), Джон Уолл, Расселл Уэстбрук (2)                                                  |
| 2011/12 | Кайри Ирвинг, Тони Паркер (3), Рэджон Рондо, Джон Уолл (2), Расселл Уэстбрук (3), Дерон Уильямс (3)                           |
| 2012/13 | Джру Холидей, Брэндон Найт, Дамьян Лиллард, Джереми Лин, Тони Паркер (4), Джефф Тиг                                           |
| 2013/14 | Демар Дерозан/Яннис Адетокунбо, Майкл Картер-Уильямс/Виктор Оладипо, Реджи Джексон/Горан Драгич, Дамьян Лиллард (2)/Трей Бёрк |